# Foetorepus
Foetorepus — род морских лучепёрых рыб из семейства лировых. Этимология: от лат. foetus — плод и греч. repo — наклонять, придавать наклон. Длина тела от 13 (Foetorepus phasis) до 30 (Foetorepus calauropomus) см. Эти рыбы обычно яркой расцветки с красивым загадочным узором. Их тела продолговатой формы и без чешуи; высокие спинные плавники с тонкими лучами защищают тело (прикрывая часть жабр) и, по результатам исследований, концы жёстких плавниковых лучей у некоторых видов содержат яд. Встречаются на глубине от 48 до 700 м. Обитают от тропических до умеренных вод в Тихом и Индийском океанах. Придонные рыбы, питаются в основном ракообразными, червями и другими мелкими беспозвоночными, зарывающимися в субстрат. Основным средством передвижения им служат большие грудные плавники. Самцы территориальны и держатся на расстоянии друг от друга. Foetorepus безвредны для человека, Foetorepus masudai является объектом промысла.

## Классификация
На ноябрь 2024 в род включают 9 видов:
- Foetorepus agassizii (Goode & T. H. Bean, 1888)
- Foetorepus calauropomus (J. Richardson, 1844)
- Foetorepus dagmarae (R. Fricke, 1985)
- Foetorepus garthi (Seale, 1940)
- Foetorepus kamoharai Nakabo, 1983
- Foetorepus masudai Nakabo, 1987
- Foetorepus paxtoni (R. Fricke, 2000)
- Foetorepus phasis (Günther, 1880)
- Foetorepus talarae (Hildebrand & F. O. Barton, 1949)